# Le Journal d'un suicidé
Pour plus de détails, voir Fiche technique et Distribution.
Le Journal d'un suicidé est un film français réalisé par Stanislav Stanojevic et sorti en 1973.

## Synopsis
Une croisière sur la Méditerranée : un homme, une femme. Jeu de double séduction : une suite de récits, emboités les uns dans les autres. Une comédie de surprises. Le Journal d'un suicidé, film sur un Icare dédalisé, ou sur un Dédale icarisé ?

## Thèmes et contexte
C'est un film rare, mélangeant comédie, drame, absurdité, couleur, noir et blanc et photographie.

## Fiche technique
- Titre : Le Journal d'un suicidé
- Réalisation : Stanislav Stanojevic, assisté de Pierre-Henri Deleau
- Scénario : Stanislav Stanojevic
- Conseiller technique : Jacques Doniol-Valcroze
- Photographie : Jean-Jacques Flori
- Son : Raymond Saint-Martin, Jack Jullian
- Montage : Bob Wade
- Musique : Catherine Derain
- Chansons : paroles, musique et interprétation par Catherine Derain
- Pays d'origine :  France
- Langue de tournage : français
- Producteur : Louis Duchesne
- Société de production : Roc TV Cinéma (France)
- Distribution : 20th Century Fox, Mission Distribution, Davis Films
- Format : noir et blanc et couleur (Eastmancolor) — 35 mm — 1.66:1 — monophonique
- Genre : comédie dramatique
- Durée : 82 minutes
- Date de sortie :  1972 au Festival de Cannes (Section parallèle), 1973 en salles.

## Distribution
- Delphine Seyrig : l'interprète
- Sami Frey : le guide
- Marie-France Pisier : la jeune anarchiste
- Sacha Pitoeff : le gardien de prison
- Bernard Haller : l'homme qui ne rit plus
- Paul Pavel : le condamné à mort
- Roland Bertin : l'anarchiste
- Gabrielle Robinne : la vieille dame
- Georges Kiejman : la voix du juge

## Accueil

### Critique
- « Le Journal d'un suicidé est sans aucun doute un des meilleurs scénarios que j'ai lus. » François Truffaut, 1971
- « Arrivé sans doute trop tôt, le film de Stanojevic prend toute sa dimension vingt ans plus tard, conserve tout son mystère et nous prend au piège de ses sortilèges si savamment distillés. » Pierre-Henri Deleau, créateur de la Quinzaine des réalisateurs du Festival de Cannes, 1993
- « Il y a dans le film une longue, très très longue séquence, je n'en ai jamais vu d'équivalente dans un film, qui serait peut-être aussi le rêve d'un Andy Warhol qui aurait été à l'école de Dziga Vertov... C'est le moment où Bernard Haller se regarde dans la glace le matin et essaie de sourire. C'est bouleversant une minute, c'est angoissant deux minutes, c'est insupportable trois minutes et c'est fascinant quatre minutes. Ce qu'il y a d'extraordinaire, c'est que ça dure quatre minutes. » Jean-Michel Arnold, Secrétaire Général de la Cinémathèque française, 2004
- « Après une importante dégradation de la copie, le film est maintenant sauvé par le numérique, disons à 50 %... » (Stanislav Stanojevic, 2004)

### Distinctions
Le film a été présenté à la Quinzaine des réalisateurs, en sélection parallèle du festival de Cannes 1972.